# Запрет на донорство крови для мужчин, практикующих секс с мужчинами в Германии
Как и во многих других странах Европы запрет на донорство крови для мужчин, практикующих секс с мужчинами в Германии был введён во второй половине 1980-х годов с началом эпидемии СПИДа. Несмотря на многочисленные дискуссии о донорстве крови МСМ, на сегодняшний день мужчины, практикующие однополые сексуальные контакты, исключены из потенциальных доноров в Германии.

## Общая ситуация с ВИЧ среди МСМ в Германии
По данным ЮНЭЙДС, вероятность ВИЧ-инфицирования мужчин, практикующих однополый секс, примерно в 20 раз превышает аналогичный показатель для общего населения.
Согласно данным Института имени Роберта Коха, к концу 2012 года в Германии проживало около 78 тысяч человек с ВИЧ, из них к категории МСМ было отнесено около 51 тысячи человек. За 2012 год было зарегистрировано около 2.954 новых заражений ВИЧ, в том числе 1.690, предположительно, в результате однополых сексуальных контактов между мужчинами. В 2013 году насчитывалось 3.263 новых ВИЧ-диагнозов (рост около 10 % по сравнению с 2012), при этом 53 % новых заражений составляют МСМ (1.735 человек) и 18 % передач при гетеросексуальном контакте (593 человека); в 25 % случаев установить способ передачи инфекции не удалось. Около 78 % всех новых заражений среди МСМ произошли внутри страны. Около 18 % новых ВИЧ-инфицированных МСМ являются мигрантами, причём 68 % из них заразились уже находясь в Германии.
По данным Института Коха, в последние годы наблюдается ежегодный стабильный рост числа новых случаев выявления ВИЧ среди МСМ.
| до 2004 | 2004   | 2005   | 2006   | 2007   | 2008   | 2009   | 2010   | 2011   | 2012   | 2013   | ИТОГО  |
| ------- | ------ | ------ | ------ | ------ | ------ | ------ | ------ | ------ | ------ | ------ | ------ |
| 7.736   | 1.079  | 1.252  | 1.388  | 1.560  | 1.579  | 1.653  | 1.596  | 1.483  | 1.708  | 1.735  | 22.796 |
| 36,3 %  | 48,5 % | 50,2 % | 52,5 % | 56,2 % | 55,8 % | 57,6 % | 58,8 % | 54,9 % | 57,4 % | 53,2 % | 46,7 % |

## Европейское и германское законодательство о донорстве крови
Согласно директиве ЕС 2004/33/EG от 22 марта 2004 года, от донорства крови должны быть исключены лица, «чьё сексуальное поведение сопряжено с повышенным риском гемотрансфузионного способа передачи инфекций, вызывающих тяжёлые заболевания» По данным на июль 2010 года, 12 европейских стран исключают из списка потенциальных доноров мужчин, имеющих однополые сексуальные контакты. Однако Европейская комиссия считает генеральный запрет гомо- и бисексуальных мужчин на донорство крови нарушением европейских законов.
Законодательная база, регулирующая донорство крови в Германии, разрабатывается Институтом имени Пауля Эрлиха и Федеральной медицинской ассоциацией. Согласно общим требованиям, доноры должны быть не моложе 18 и не старше 68 лет (при повторном донорстве — не старше 71 года или старше в случае одобрения врачом). Потенциальный донор должен иметь вес не менее 50 килограмм.
Согласно § 5 Закона о донорстве (нем. Transfusionsgesetz) сдавать кровь имеют права только лица, которые в результате медицинского обследования были признаны пригодными для донорства. К донорству не допускаются лица, исключённые из списка потенциальных доноров, определённого Федеральной медицинской ассоциацией Германии. От донорства исключаются лица, входящие в «группу риска» по ВИЧ, куда законодатели относят лиц с частой сменой половых партнёров, работников секс-индустрии, наркоманов, заключённых, а также мужчины, практикующие однополые сексуальные контакты. Кроме того от донорства исключаются лица, которые в период с 1980 по 1996 годы более полугода постоянно проживали в Великобритании или с 1980 по 2003 годы в этой стране были прооперированы или прошли процедуру переливания крови в качестве реципиента. Последний запрет связан со случаями болезни Крейтцфельдта-Якоба, которая может быть перенесена в случаях переливания крови.
В некоторых случаях исключение от донорства носит лишь определённый временный характер. Например, при беременности или кормлении, в случаях поноса, температуры, недавней операции, недавней процедуре по пирсингу или татуированию, в случае принятия определённых лекарственных препаратов и прочее.

## Исключение МСМ из списка потенциальных доноров

### Позиция Федеральной медицинской ассоциации
Согласно последней редакции директивы о донорстве (2010 год), Федеральная медицинская ассоциация Германии включает мужчин, имеющих сексуальные контакты с мужчинами, в группу лиц с рискованным сексуальным поведением, а зчачит, исключает их из списка потенциальных доноров. В качестве причины исключения МСМ официальный сайт Федерального медицинского совета указывает на превентивные меры по защите получателей донорской крови.
В то же время Медицинская ассоциация признаёт, что рискованное сексуальное поведение доноров не зависит от типа сексуальной ориентации и что общее исключение МСМ является спорным и дискриминационным. Однако по мнению Медицинской ассоциации, повышенный риск передачи ВИЧ-инфекции среди МСМ вызван не их сексуальной ориентацией, а повышенным числом сексуальных партнёров и специфическим сексуальным поведением (оральный и анальный секс).
Ассоциация также указывает на невозможность проведения детального изучения каждого желающего сдать кровь, и считает неуместными чересчур интимные вопросы (например, о используемых сексуальных практиках) в анкетах для доноров, которые могут отпугнуть население от сдачи крови.

### Мнения экспертов
Сюзанна Штёккер (нем. Susanne Stöcker), представитель немецкого Института Пауля Эрлиха, утверждает, что никакие современные методы тестирования на ВИЧ не дают 100 % гарантии обнаружения вируса, однако новейшие тесты сводят этот риск к минимуму. Например, в Германии, вероятность заражения ВИЧ через переливание крови составляет 1 к 4,3 миллионам. За период с 2000 по 2008 годы в стране было пять случаев заражения ВИЧ через переливание. Кроме того, вирус вообще не позволяет себя обнаружить в первые 14 дней после заражения.
По мнению Штёккер, пункты приёма крови не могут себе позволить длительных бесед с каждым потенциальным донором, поэтому исключить всех МСМ представляется наиболее простым решением. Такого же мнения придерживается и пресс-секретарь Службы приёма крови Немецкого Красного Креста Фридрих-Эрнст Дюппе (нем. Friedrich-Ernst Düppe).
Некоторые эксперты, в частности некоторые представители Института Эрлиха, придерживаются мнения, что поголовный запрет МСМ от участия в донорстве крови имеет скорее отрицательные последствия, чем положительные. Это связано с тем, что отсев МСМ производится лишь по данным анкетирования, однако никто не может проверить принадлежность мужчины к группе МСМ, в связи с чем многие из них всё равно умалчивают об этом. В связи с этим необходима разработка принципиально нового подхода к оценке доноров. Кроме того, существует группа лиц, которая приходит в пункты сдачи крови не с целью донорства, а с целью прохождения сопутствующего обязательного теста на ВИЧ. Среди таких людей часто оказываются лица с промискуитивным сексуальным поведением.
Организация по борьбе со СПИДом Deutsche Aids-Hilfe также поддерживает полный запрет на донорство МСМ. В то же время Юрген Рокштро (нем. Jürgen Rockstroh), президент другой организации по борьбе со СПИДом Deutsche Aids-Gesellschaft и научный сотрудник Боннского университета выступает против поголовного запрета на донорство МСМ, но за рациональный подход к донорству на основе сексуального поведения кандидата, а не его ориентации.

## Кампании ЛГБТ-активистов
Активистами за отмену запрета была создана организация Schwules Blut, которая борется за отмену общего запрета и разработку индивидуального подхода к каждому потенциальному донору. Право гомо- и бисексуальных мужчин на донорство крови отстаивает также и Союз геев и лесбиянок Германии, призывая отсеивать кандидатов не по группам риска, а по реальному сексуальному поведению.
Сегодня ЛГБТ-активисты Германии добились лишь пересмотра свода положений о донорстве, в котором подгруппа мужчин, имеющих однополые сексуальные контакты, находилась в одной группе с алкоголиками, наркоманами и лицами, находившимися в местах лишения свободы. В последней версии свода правил от 2010 года МСМ были внесены в группу лиц, чьё сексуальное поведение имеет повышенный в сравнении с основным населением риск заражения ИППП.

## Стремления на политической арене
Немецкая Левая партия выступают за отмену запрета. Вопрос о правомерности исключения МСМ из «чёрного списка» доноров выносился «Левыми» на заседании немецкого Бундестага в октябре 2010 года. В результате обсуждения в парламенте было выработано мнение о том, что поголовное исключение МСМ из списка доноров является дискриминирующим, однако, за неимением другой процедуры исключения возможных рисков недопуск этой категории лиц к донорству крове правомерен. Согласно ответу парламента, в Институте имени Роберта Коха имеется рабочая группа, изучающая данный вопрос. Кроме того, в ответе парламента указывается, что Институт Коха совместно с Институтом имени Пауля Эрлиха проводит консультации с Европейским директоратом по качеству лекарственных средств для здравоохранения по данному вопросу.
В феврале 2013 года Ландтаг земли Саксония-Анхальт почти единогласно (лишь двое парламентариев проголосовали против) выразил своё несогласие с принципиальной дискриминацией МСМ в вопросе донорства крови, удовлетворив запрос «зелёных». В декабре 2012 года правительство земли Северный Рейн-Вестфалия также приняло подобное заявление, поданное «зелёными» и социал-демократами.